# Junker (Russie)
Pour les articles homonymes, voir Junker (homonymie).
Junker (юнкер en russe, ou younker) est un mot qui avait plusieurs significations dans la Russie impériale d'avant 1918. Le mot vient de l'allemand, où il signifie « jeune seigneur ».
- Junker était un grade militaire pour les jeunes officiers de la noblesse depuis 1902.
- Junker était le grade pour un volontaire au service militaire (вольноопределяющийся, vol’noopredeliaiouchtchiïsia) dans la Marine russe aux XIXe et XXe siècles.
- Kamer-Junker (de l'allemand Kammerjunker) était un titre de courtisan défini sur la table des Rangs équivalent à celui de gentilhomme de la chambre.
- Junker était un terme employé pour désigner les étudiants des écoles militaires ou de junkers entre 1864 et 1917.

## Écoles de junkers
Les écoles de Junkers ont été introduites en Russie en 1864. Elles étaient généralement situés près du quartier-général du district militaire. Elles préparaient au grade d'officier. En 1900, le gouvernement russe a établi des écoles de junkers d'infanterie à Moscou et Kiev. En 1902, une école de cavalerie de junkers a été créée à Elisavetgrad. En 1901, le gouvernement a transformé toutes les anciennes écoles de junkers de district en sept écoles d'infanterie (Saint-Pétersbourg, Vilna, Tiflis, Odessa, Kazan, Tchouhouïv et Irkoutsk), une école de cavalerie (Tver) et trois écoles de cosaques (Novotcherkassk, Stavropol et Irkoutsk).
Chaque école de junkers comprenait un programme de trois ans. Pour inscrire dans une école de junkers, un étudiant devait être passé par le gymnasium ou le corps des cadets pendant six ans, ou passer un examen correspondant.